# Max Payne
Макс Пејн (енг. Max Payne) је видео-игра, која спада у жанр пуцачина из трећег лица. Игру је развио Remedy Entertainment, а објавио Gathering of Developers у 23. јула 2001. године за Microsoft Windows. Касније током године, креиране су верзије за PlayStation 2, Xbox и Game Boy Advance од стране Rockstar Games-a.

## О игри
У игри је централна личност истоимени детектив њујоршке полиције Макс Пејн, који покушава да освети убиство своје породице и пословног партнера. Игра има има жесток нео-ноар стил и користи стрипове са наратором уместо анимираних клипова како би описала радњу, јер инспирацију вуче из детективских романа. Садржи многе алузије на норвешку митологију, нарочито мит о Рагнароку, а неколико имена која се користе у игри су од норвешких богова и митова. На игру је велики утицај имао жанр акционих филмова из Хонг Конга, посебно рад режисера Џона Вуа и то је била једна од првих игара које садрже тзв. временски ефекат (енг. Bullet Time) популаризован од Матрикса. 
Макс Пејн је добио позитивне критике и био је похваљен због узбудљивог оружја и коришћења ноар приповедача. Игра је освојила велики број признања, укључујући и награду БАФТА. До 2011. године игра Макс Пејн продата у више од 7,5 милиона примерака. Такође је инспирисала играни филм под истим називом.